# Bouilly (Yonne)
Pour les articles homonymes, voir Bouilly.
Bouilly est une  ancienne commune française située dans le département de l'Yonne et la région Bourgogne-Franche-Comté. Elle est associée à la commune de Vergigny depuis 1973.

## Histoire
En 572 Saint Aunaire évêque d'Auxerre lègue la terre de Bouilli à l'abbaye Saint-Germain d'Auxerre.
Le seigneur de Bouilly le plus anciennement connu est Garmon de Bouilli. Ses fils Hugot et Salet ou Salot, neveux d'Adam, vicomte du Bar, sont en vie en 1140, année où ils vendent la terre de Sainte-Porcaire (sur Pontigny) à l'abbaye de Pontigny. Salot de Bouilli se croise en 1146 ; il revient au plus tard quatre ans après puisqu'il est présent en 1150 à Seignelay avec Hugues de Mâcon évêque d'Auxerre, Manassès archidiacre de Troyes, Alwalon baron de Seignelay et ses fils Deimbert, Bochard et Étienne, Nicolle moine d'Adremate, Anselle de Maligny et son frère Itier, et le clerc Guy de Cheny. 

Suivent de nombreux seigneurs de la même lignée, jusqu'à Henry-le-Rotier, seigneur de Saulges, de Villefargeau et gouverneur d'Auxerre, valet de chambre du roi vers la fin du XVe siècle.
En 1307 le bourg comptait 81 feux.
En 1523 et malgré ses réclamations Bouilli est détaché du bailliage de Sens pour passer dans celui d'Auxerre.
Des carrières de grès ont été ouvertes pour le canal de Bourgogne sur l'ancienne commune de Bouilly ; mais elles ont été fermées dès l'achèvement du canal car le banc de pierre est trop profond pour être exploité de façon rentable.
Le 1er janvier 1973, la commune de Bouilly est rattachée à celle de Vergigny sous le régime de la fusion-association.

## Politique et administration
| Période                                  | Période  | Identité     | Étiquette | Qualité |
| ---------------------------------------- | -------- | ------------ | --------- | ------- |
|                                          | En cours | Marc Gaillot |           |         |
| Les données manquantes sont à compléter. |          |              |           |         |

## Démographie
| 1793 | 1800 | 1806 | 1821 | 1831 | 1836 | 1841 | 1846 | 1851 |
| ---- | ---- | ---- | ---- | ---- | ---- | ---- | ---- | ---- |
| 309  | 312  | 349  | 376  | 415  | 430  | 411  | 416  | 404  |

| 1856 | 1861 | 1866 | 1872 | 1876 | 1881 | 1886 | 1891 | 1896 |
| ---- | ---- | ---- | ---- | ---- | ---- | ---- | ---- | ---- |
| 369  | 356  | 371  | 366  | 360  | 351  | 325  | 310  | 303  |

| 1901 | 1906 | 1911 | 1921 | 1926 | 1931 | 1936 | 1946 | 1954 |
| ---- | ---- | ---- | ---- | ---- | ---- | ---- | ---- | ---- |
| 284  | 273  | 292  | 255  | 269  | 237  | 231  | 235  | 248  |

| 1962 | 1968 | - | - | - | - | - | - | - |
| ---- | ---- | - | - | - | - | - | - | - |
| 235  | 199  | - | - | - | - | - | - | - |

## Lieux et monuments
- Église Saint-Pierre-ès-Liens, XVe siècle
- Cimetière
- Lavoir